# Battaglia di Kallo (1638)
La battaglia di Kallo fu un'importante battaglia della guerra degli ottant'anni e della guerra dei trent'anni, che ebbe luogo il 20 giugno 1638 nei pressi del forte di Kallo, sulla riva sinistra del fiume Schelda. Gli schieramenti opposti videro l'esercito olandese al comando di Guglielmo di Nassau-Hilchenbach schierato contro l'esercito spagnolo agli ordini di Ferdinando d'Asburgo, governatore dei Paesi Bassi spagnoli. Mentre gli Olandesi avanzavano per circondare Anversa, Ferdinando d'Asburgo riuscì a radunare un esercito e respingere le forze olandesi, molto maggiori, infliggendo loro pesanti perdite (tra le vittime ci fu anche l'unico figlio di Guglielmo di Nassau-Hilchenbach), facendo numerosi prigionieri e conquistando pezzi di artiglieria e imbarcazioni. La battaglia di Kallo fu la più grande azione militare della guerra tra Spagna e Olanda, nonché l'unica battaglia campale e la peggior sconfitta per gli Olandesi della guerra degli ottant'anni.

## Antefatto

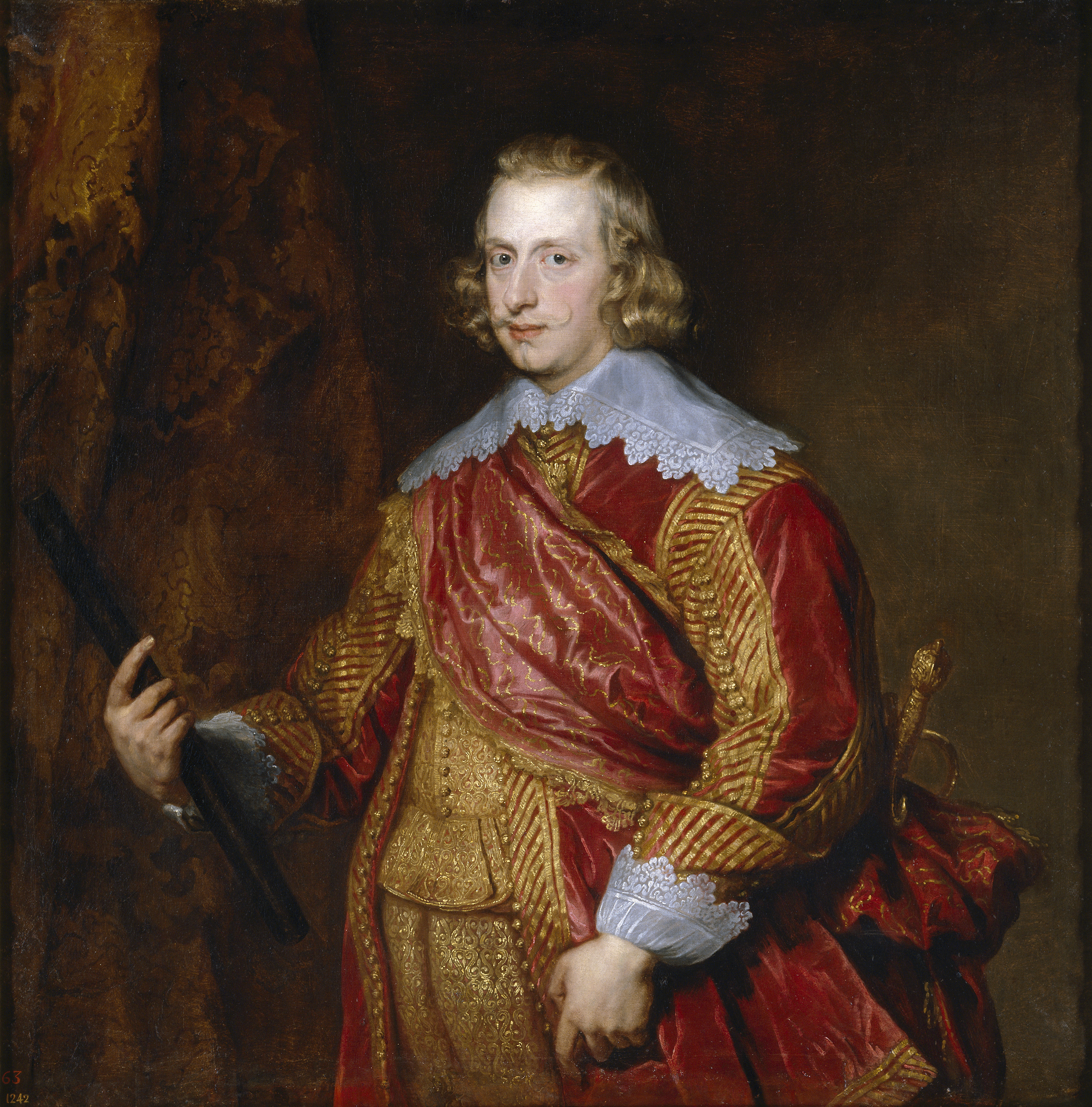
Ferdinando d'Asburgo, di Antoon van Dyck.

Il periodo 1636-37 non vide grosse offensive militari da parte dell'Armata delle Fiandre spagnola contro le Province Unite olandesi, ma nel luglio del 1637 lo statolder Federico Enrico d'Orange entrò nel Brabante Settentrionale con un esercito di 18 000 soldati alla conquista della città di Breda, controllata dagli spagnoli. Con una guarnigione di 3 000 soldati spagnoli, italiani, valloni e borgognoni, Breda era una delle principali fortezze dei Paesi Bassi Spagnoli, nonché un simbolo del potere spagnolo in Europa. Un esercito spagnolo agli ordini di Ferdinando d'Asburgo corse in rinforzo alla città senza però riuscire a rompere l'assedio degli olandesi. Ferdinando decise quindi di muoversi verso la valle della Mosa, dove conquistò Venlo e Roermond, ma dovette tornare indietro dopo poco tempo per contrastare l'avanzata francese in Artois, in Hainaut e in Lussemburgo, e non riuscì ad evitare la caduta di Breda.
Nel 1638 il re Filippo IV di Spagna ordinò a Ferdinando di attuare un'offensiva contro gli Olandesi per costringerli a una tregua favorevole agli Spagnoli e recuperare i territori persi in Brasile nonché le città di Breda, Maastricht, Rheinberg e Orsoy. L'obbiettivo principale della campagna del 1638 era la conquista di Rheinberg, che avrebbe garantito alla Spagna un punto di attraversamento del basso Reno e rafforzato il blocco di Maastricht. A operazioni completate Ferdinando avrebbe dovuto spostare il suo esercito alla frontiera olandese per proteggere Anversa, divenuta più vulnerabile dopo la caduta di Breda. Invece a maggio del 1638 gli Spagnoli vennero costretti alla difensiva da un attacco franco-olandese, che vide Gaspard III de Coligny assediare Saint-Omer aiutato dal Duca de La Force in Piccardia, mentre Federico Enrico d'Orange marciò su Anversa con il suo contingente di 22 000 soldati.

## Lo svolgimento della battaglia

### L'avanzata olandese

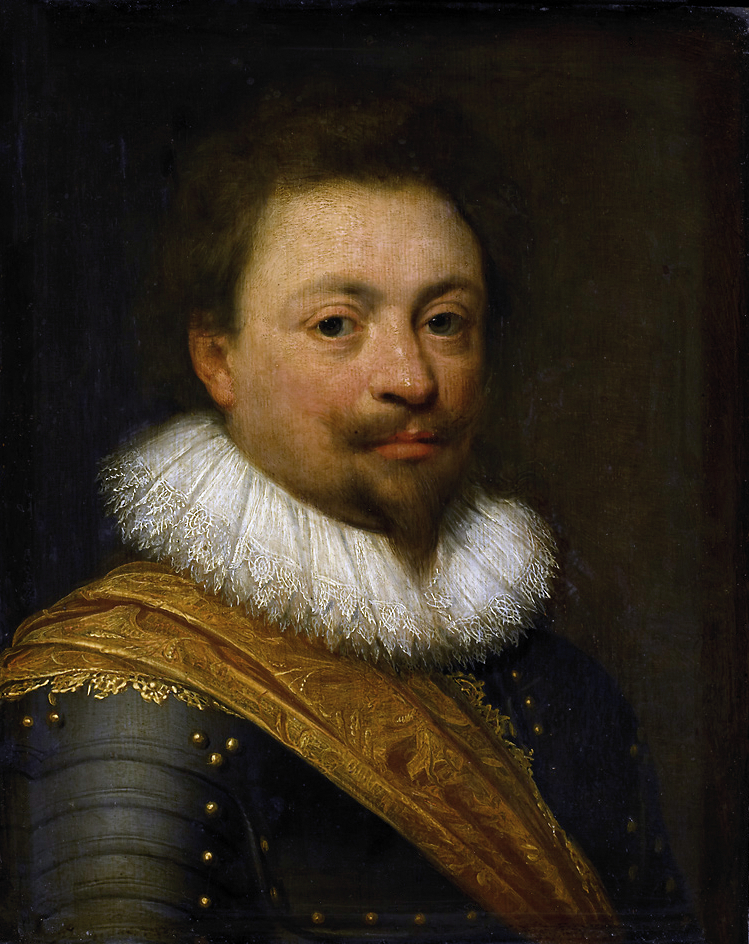
Guglielmo di Nassau-Siegen in Hilchenbach, di Jan Antonisz. van Ravesteyn.

L'avanguardia olandese (6 000 tra olandesi, tedeschi e scozzesi agli ordini di Guglielmo di Nassau) fu mandata in avanscoperta, con l'ordine di conquistare alcuni forti e ridotte sulla riva sinistra della Schelda, mentre l'esercito era diretto inizialmente a Bergen op Zoom, dove Federico Enrico d'Orange aveva inviato 50 chiatte fluviali, ma venne poi trasferito a Lillo. Nella notte tra il 13 e il 14 giugno l'esercito olandese attraversò la Schelda, raggiunse Kieldrecht e occupò il forte di Liefkenshoek, nei pressi del paese di Kallo. Il mattino seguente Guglielmo procedette ad attaccare i forti di Sainte Marie e di Isabelle, quest'ultimo posto a presidio dell'argine di Voorderweert, e ordinò di demolire le dighe del Polder di Melsele allo scopo di allagare l'area, azione bloccata dalla bassa marea.

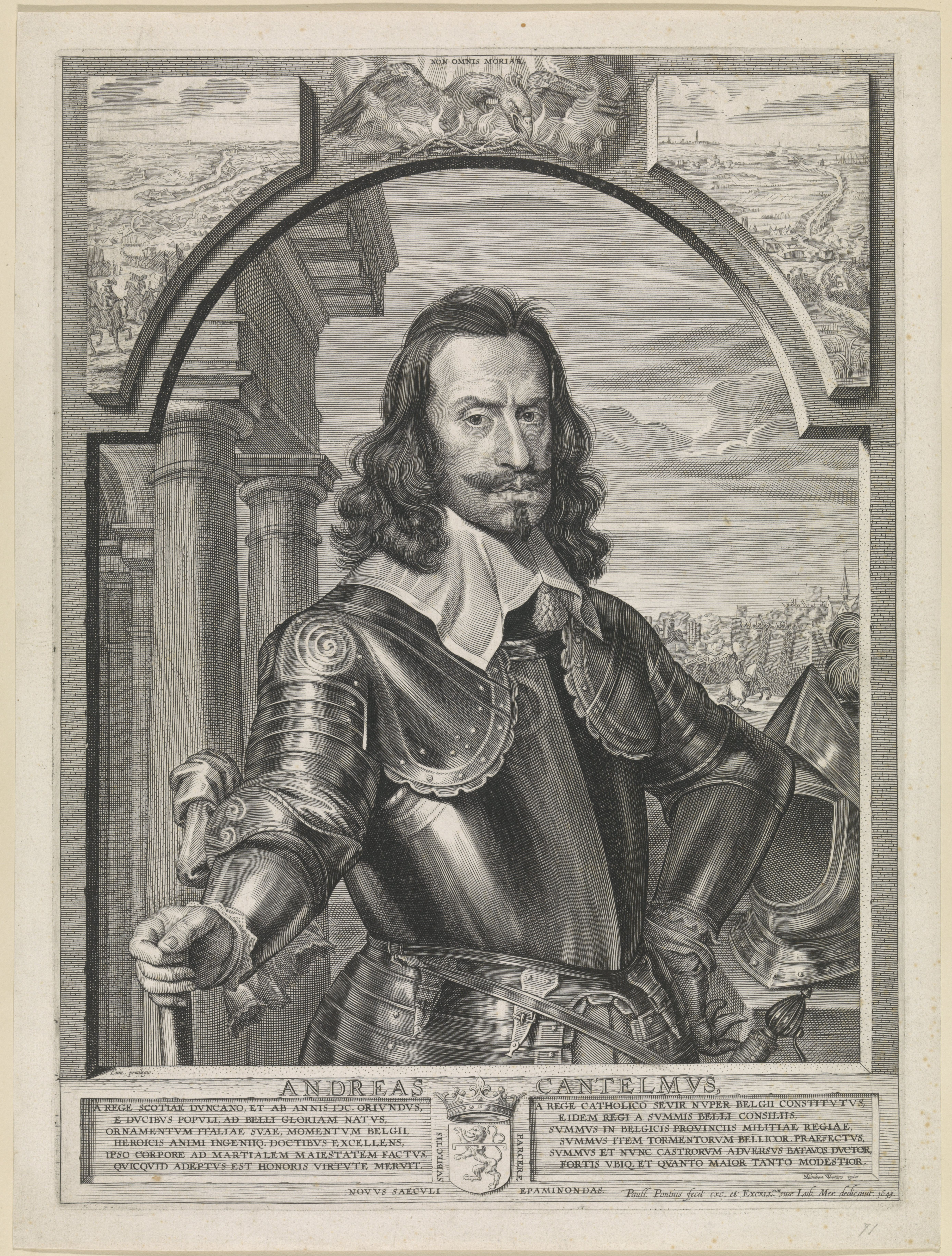
Il generale di artiglieria Andrea Cantelmo, incisione di Paulus Pontius (1643).

I successivi quattro giorni furono dedicati al rinforzo delle difese del forte di Liefkenshoek: gli zappatori militari olandesi costruirono ampi terrapieni con materiali fatti arrivare da Fort Lillo via chiatta. Guglielmo spostò metà delle sue truppe nelle nuove fortificazioni e inviò le restanti truppe ad attaccare i forti di Sainte Marie e di Verrebroek ancora sotto il controllo degli Spagnoli. Sia il forte di Sainte Marie che quello di Weerdick furono conquistati il 18 giugno, e alcune fonti riportano che fu durante queste offensive che morì il figlio di Guglielmo.

### Il contrattacco spagnolo
Il Cardinal-Infante Ferdinando, allarmato dagli attacchi olandesi, richiamò urgentemente ad Anversa il generale delle forze imperiali Ottavio Piccolomini con il suo esercito, che in quel momento era in trasferimento verso Valenciennes con 4 000 fanti e 3 000 cavalieri, diretto a cercare di liberare la città di Saint-Omer dall'assedio, insieme al principe Tommaso Francesco di Savoia di Carignano. Nel frattempo Ferdinando si diresse verso Anversa, con l'obbiettivo di riconquistare i forti perduti. Affidò il comando della cittadella di Anversa a Don Felipe da Silva e quello della città ad Anthonie Schetz, barone di Grobbendonk, e inoltre richiamò il marchese di Lede di rientrare con le sue truppe dal suo accampamento sulla Mosa. Avvertito di queste manovre, Guglielmo si preparò a fronteggiare il contrattacco spagnolo.

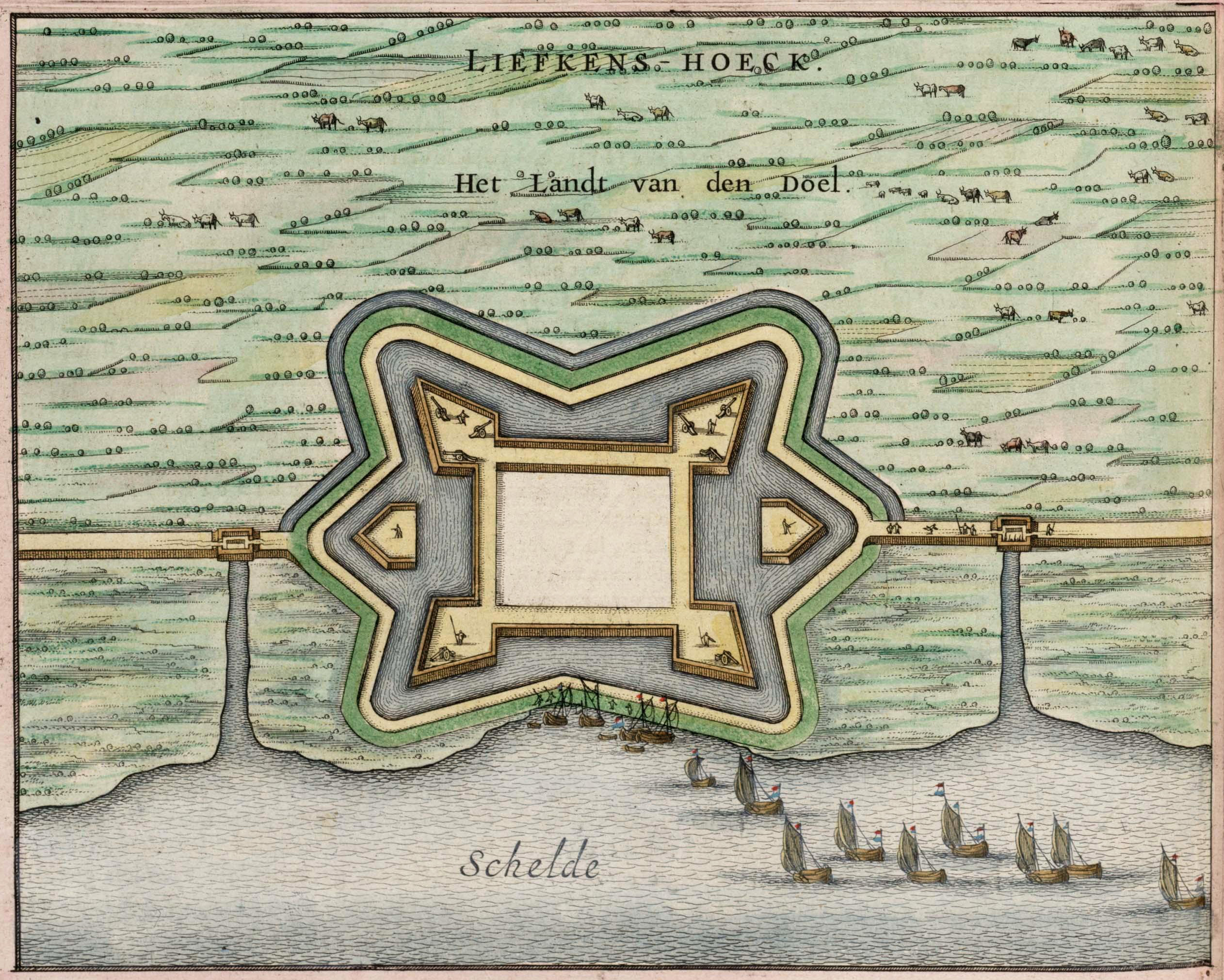
Mappa del forte Liefkenshoek, tratto dall'Atlante van Loon.

Ferdinando divise il suo esercito in tre parti: il generale di artiglieria Andrea Cantelmo guidava la parte più consistente, costituita da 3 000 soldati divisi in 5 compagnie di veterani spagnoli del Tercio di Velada, tutto il Tercio di Duchino Doria e alcune compagnie di soldati valloni; il Marchese di Lede comandava 5 compagnie del Tercio di Fuenclara, del Tercio vallone di Ribacourt, del reggimento basso tedesco di Brion e altri per un totale di 2 000 uomini; la terza parte di 2 000 uomini era sotto la guida del Conte di Fuenclara e consisteva di 15 compagnie del suo stesso Tercio.
Il 20 giugno l'esercito spagnolo passò la Schelda e si posizionò presso Beveren e quella notte gli Spagnoli sferrarono l'attacco alle posizioni olandesi, Cantelmo contro le fortificazioni dell'argine di Warbrok, il Marchese di Lede da Beveren e il Conte di Fuenclara contro il forte di Sainte-Marie. Inizialmente gli Olandesi ressero l'attacco ma alla fine cedettero e dovettero retrocedere disordinatamente: circa 2 500 uomini vennero uccisi o annegarono durante la fuga precipitosa entro il 21 giugno, mentre altrettanti vennero presi prigionieri, mentre gli Spagnoli si impadronirono dell'intera artiglieria, di 81 chiatte fluviali, di 50 vessilli e altro materiale, e riconquistarono i forti di Liefkenshoek e Verrebroek. Le perdite spagnole ammontarono a 284 morti e 822 feriti.

## Conseguenze
La battaglia di Kallo venne descritta da Ferdinando d'Asburgo al re Filippo come la più grande vittoria degli Spagnoli dall'inizio della guerra, mentre per gli Olandesi fu un disastro. La riconquista del cruciale forte di Kallo costrinse Federico Enrico d'Orange a interrompere l'intera offensiva, con gravi danni per la sua stessa reputazione. Di lì a breve i due generali di Ferdinando, Ottavio Piccolomini e il Principe Tommaso Francesco di Savoia, al comando di un esercito spagnolo imperiale accorsero verso la città di Saint-Omer assediata dai Francesi dei marescialli Gaspard III de Coligny e del Duca de La Force, costringendoli alla ritirata dopo aver perso 4 000 uomini sul campo di battaglia. Le forze imperiali di Piccolomini invasero anche alcuni avamposti olandesi nel ducato di Kleve. In un tentativo di riprendere in mano la situazione Federico Enrico pose sotto assedio Gheldria con un contingente di 16 000 uomini ma fu costretto a una costosa ritirata da Ferdinando che riuscì a rompere le linee olandesi. Complessivamente, la campagna del 1638 risultò essere estremamente positiva per gli Spagnoli.